# Ховле
Ховле (груз. ხოვლე) — село в Грузії, у Каспському муніципалітеті мхаре Шида-Картлі.

## Населення
За даними перепису населення 2014 року в селі мешкає 1449 осіб.
| Рік  | Населення | Чоловіки | Жінки |
| ---- | --------- | -------- | ----- |
| 2002 | 1979      | 953      | 1026  |
| 2014 | ▼ 1449    | 711      | 738   |